# Стад Ахмаду Ахіджо
«Стад Ахмаду Ахіджо» (фр. Stade Ahmadou Ahidjo) — багатофункціональний стадіон в Яунді, Камерун. На стадіоні проводять турніри з регбі, футболу . Місткість арени становить 40 000 місць. Стадіон є домашньою ареною для футбольних клубів «Канон Яунде» та «Тоннер», а також однією з арен, на якій свої матчі проводить збірна Камеруну з футболу.

## Історія
Збудований у 1972 році до Кубка африканських націй 1972 року. На турнірі приймав 9 ігор, у тому числі матчі-відкриття та фінал.
Згодом отримав назву на честь першого Президента Камеруну Амаду Ахіджо і приймав чемпіонат Африки з легкої атлетики 1996 року.
У 2016 році стадіон пройшов серйозну реконструкцію напередодні жіночого Кубка африканських націй 2016 року. На цьому турнірі стадіон також був основною ареною і прийняв 9 ігор, у тому числі матчі-відкриття та фінал.
На початку 2022 року на стадіоні пройшли 9 матчів 33-го Кубка африканських націй, у тому числі гра за 3-тє місце.

## Світлини

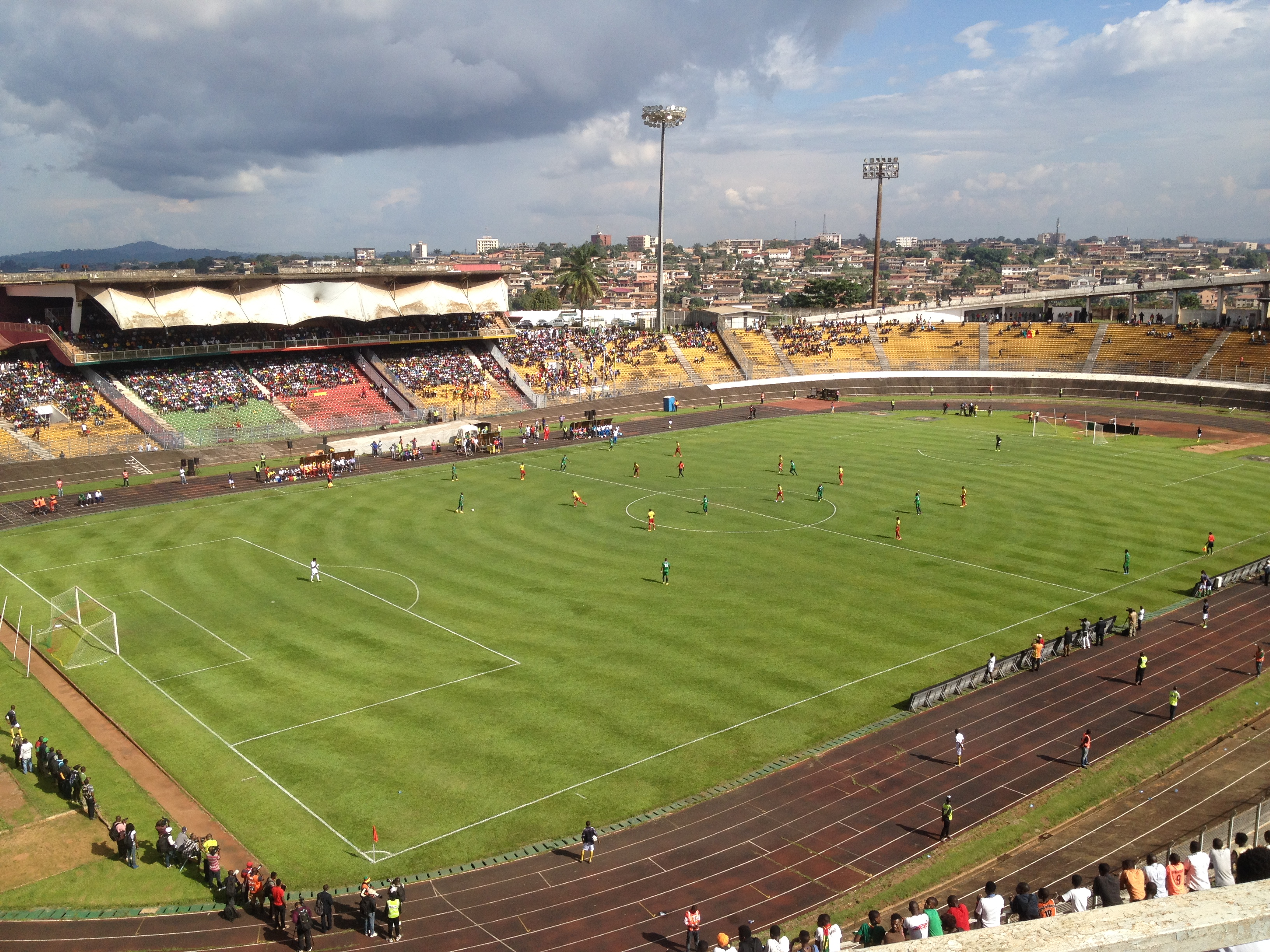
Стадіон у 2014 році до реконструкції
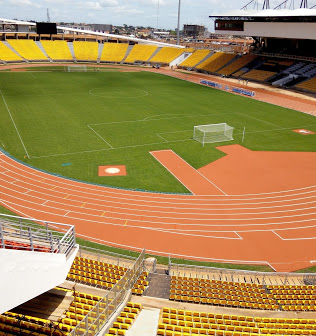
Стадіон після реконструкції 2016 року
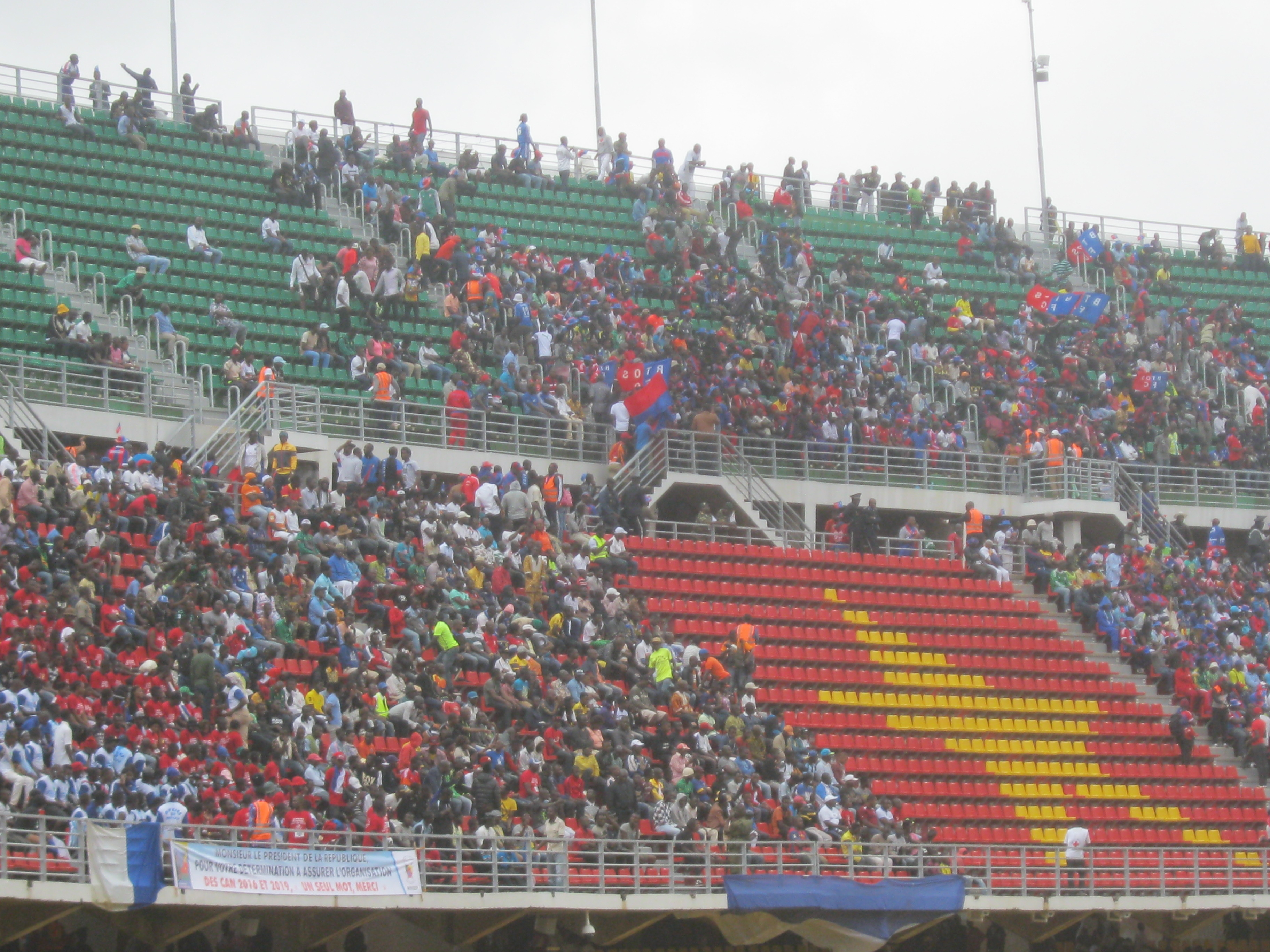
Вболівальники на трибуні